# D12 (Kroatië)
De Kroatische rijksweg D12 (vroegere naam: autocesta A13) is een Expresweg tussen het Knooppunt Vrbovec 2 (met de Autocesta 12) nabij Zagreb, en de Hongaarse grensovergang nabij Terezino Polje. De bedoeling is dat de weg in Hongarije voortgezet wordt als de M60 richting Pécs.
De A13 gaat samen met de toekomstige A12 de zogenaamde Podravina-Bilogorje Ypsilon vormen. Met de bouw van de weg werd in april 2009 begonnen, toen nog met de gedachte dat het een autosnelweg zou worden, maar de daadwerkelijke projectplanning, de afgifte van vergunningen en bouwwerkzaamheden werden uitgesteld tot onbepaalde datum. Dit leverde kritiek op het project op en werd gezien als een pre-verkiezingsstunt voor de lokale verkiezing van 2009. 
Na een paar rechtszaken over vergunningen en schadevergoedingen aan een aannemer werd in juni 2012 door de Kroatische regering besloten om van de route een Expresweg te maken, genaamd de Državna cesta 12 (D12).
De weg moet zorgen voor betere vervoersverbindingen naar Hongarije. Het moet ook bijdragen aan de economische ontwikkeling van het gebied ten oosten van Zagreb. Het eerste traject van 10,6 kilometer, van het Vrbovec 2-knooppunt naar Farkaševac werd op 16 april 2019 opengesteld voor het verkeer. De weg heeft in beide rijrichtingen twee rijbanen. De weg moet uiteindelijk 86,5 kilometer lang worden.
A1 · A2 · A3 · A4 · A5 · A6 · A7 · A8 · A9 · A10 · A11 · A12 · A13